# ハザーラスプ朝
ハザーラスプ朝（ハザーラスプちょう、ペルシア語: هزاراسپیان）とは、イラン南西部のロレスターン（ロル族の国）と呼ばれる地域を支配した地方政権である。12世紀以降ロレスターンはデズ川を境界として大ロルと小ロルに分かれ、ハザーラスプ朝は大ロルを支配していた。
アッバース朝、ホラズム・シャー朝、イルハン朝、ムザッファル朝、ティムール朝と密接な関係を持ちながらも支配領域を拡大した。ハザーラスプ朝はセルジューク朝末期からティムール朝の初期まで支配を維持し、他民族の影響からペルシア人のアイデンティティを保持する役割を果たした。
王朝の歴代君主は、アッバース朝のカリフから授与された「アタベク」の称号を使用していた。本来「アタベク」はセルジューク朝の王子の後見人に授与される称号であるが、王朝の君主の中に王子の後見人を務めた人物はいなかった。

## 名称の由来
「ハザーラスプ朝」という名称は現代の研究者によるものであり、創始者のアブー・ターヒルの子であるハザーラスプに由来する。ハザーラスプはイラン語群系統の名称であり、「千頭の馬」を意味する。ほか、ファズルーイェ朝という名称も用いられている。
同時代の文献には、「大ロルのアタベク王朝」と記されている

## 歴史

### 12世紀
中世のロル族の伝承では、ハザーラスプ朝の君主の一族はシリアからイランに移住した人々の末裔だとされていた。王朝の創始者であるアブー・ターヒル・イブン・ムハンマドの祖先であるファズルーイェはクルド人とされているが、年代記といいた史料にはクルド人、アラブ人、あるいはイランの伝説上の君主カイホスローだと記されている。
アブー・ターヒルはファールスを支配するサルグル朝に仕え、シャバーンカーラ遠征、ロレスターン遠征に功績があり、遠征地のロレスターンにとどまって自立した。アブー・ターヒルが「アタベク」の称号を使用し、サルグル朝から独立した時期は1155年頃だと考えられている。

### 13世紀
アブー・ターヒルの子であるハザーラスプはフーゼスターン北部のイーザジュ（マラーミール）を本拠地に選び、勢力の確立に取り掛かった。支配領域を拡大するハザーラスプとサルグル朝との関係は悪化するが、ハザーラスプはサルグル朝のアタベクと婚姻関係を結んで対立を解消し、アッバース朝、ホラズム・シャー朝とも友好的な関係を作り上げた。ホラズム・シャー朝がモンゴル帝国の攻撃を受けた後（モンゴルのホラズム・シャー朝征服）もハザーラスプはホラズム・シャー朝への友好的な態度を貫き、ホラズム・シャー朝の君主アラーウッディーン・ムハンマドと王子たちを支援した。
ハザーラスプの子であるテキラ（ティクラ、テグレ）はモンゴル帝国のフレグが実施したバグダードへの遠征に同行したが（バグダードの戦い）、カリフの処刑とバグダードでのモンゴル軍の略奪を嘆いたためにフレグの不興を買い、ロレスターンに逃亡した。テグレはロレスターンに侵入したモンゴル軍に降伏するが、タブリーズに連行されて処刑され、フレグはテグレの弟であるアルプ・アルグーンを新たな君主に任命した。ロレスターンに帰国したアルプ・アルグーンは荒廃した国土の復興に取り組み、モンゴル人に倣って夏季と冬季で異なる拠点に宮廷を構える制度を取り入れた。
アルプ・アルグーンの死後、子のユースフ・シャーが王位を継いだ。ユースフ・シャー1世はロレスターンを離れてイルハン朝のアバカの宮廷にとどまり、イルハン朝とチャガタイ・ハン国の戦争でアバカに兵力を提供し、身を挺してアバカの暗殺を阻止した功績を評価され、新たに領地を与えられた。アバカの子であるアルグンがイルハン朝のハンに即位した後、ユースフ・シャー1世はアルグンに臣従を誓った。ユースフ・シャーの死後は子のアフラースィヤーブが王位を継承し、アフラースィヤーブの弟のヌスラトアッディーン・アフマドはイルハン朝の宮廷に送られた。
1291年3月にアルグンが没し、イルハン朝の各地で反乱が発生する。同年5月にアフラースィヤーブはエスファハーンを占領するが、討伐隊が接近するとアフラースィヤーブは逃走し、ルリスターンはモンゴル軍によって略奪された。降伏したアフラースィヤーブはイルハン朝の宮廷に連行されたが、新たなハンとなったゲイハトゥに赦免され、ヌスラトアッディーンを人質として宮廷に残し、ルリスターンに帰国した。1295年にガーザーンがイルハン朝のハンに即位した際、アフラースィヤーブは一度はガーザーンから地位と領地を承認されたが、イルハン朝の将軍ホルクダクはガーザーンにアフラースィヤーブへの不満をガーザーンに告発し、1296年にアフラースィヤーブは処刑された。アフラースィヤーブの死後、弟のヌスラトアッディーンが王位を継承した。

### 14世紀以降
ヌスラトアッディーンは伝説上の王カイホスローの子孫を自称し、慈善活動と文芸の保護によって同時代の知識人から賞賛を受けた。宮廷ではペルシア語による文芸活動が盛んになり、ハザーラスプ朝はイランの伝統を継承したイスラーム王朝という立場を強化する。ヌスラトアッディーンの子であるユースフ・シャー2世はシューシュタル、ホヴェイゼ、バスラの諸都市を併合した。
14世紀半ばにイルハン朝が崩壊した後、王朝はムザッファル朝の攻撃に晒され、一時的に首都のイーザジュを占領される。ヒジュラ暦780年（1378年/1379年）に王位を継いだピール・アフマドはムザッファル朝のシャー・マンスールによってロレスターンを追放され、ウヴァイスという名の名士が代理の君主に据えられた。1393年にティムールの援助を受けてピール・アフマドは復位するが、領土を弟のアフラースィヤーブと分割するように命じられた。
1424年にピール・アフマドの孫シャー・フサインが親族のギヤースッディーンによって暗殺され、同年にティムール朝のシャー・ルフはギヤースッディーンをロレスターンから追放し、ハザーラスプ朝は滅亡した。